# Aeronau de rotors basculants
Una aeronau de rotors basculants és una aeronau que genera sustentació i propulsió mitjançant un o diversos rotors motoritzats (de vegades anomenats propulsors) muntats en pales o navetes giratòries del motor, generalment als extrems d'una ala fixa o d'un motor muntat al fuselatge amb eixos motrius que transfereixen la potència als conjunts de rotors muntats a les puntes de les ales. Gairebé totes les aeronaus de rotors basculants utilitzen un disseny de birotor amb dos rotors transversals, amb excepció d'uns pocs (com el quadrotor Bell X-22).
El disseny de l'aeronau de rotors basculants combina la capacitat d'elevació vertical d'un helicòpter amb la velocitat i l'abast d'un avió d'ala fixa convencional. Per vol vertical, els rotors estan inclinats de manera que el pla de rotació sigui horitzontal, aixecant la forma que ho fa un rotor d'helicòpter normal. A mesura que l'avió guanya velocitat, els rotors s'inclinen progressivament cap endavant, i el pla de rotació esdevé vertical. En aquesta manera, els rotors proporcionen empenta com una hèlix, i les ales fixes proporcionen l'elevació generada pel moviment cap endavant de tot l'avió. Ja que els rotors es poden configurar de manera que siguin més eficients per a la propulsió (per exemple, amb un trencament de punta arrel) i s'eviten problemes que l'helicòpter per pèrdua per retrocés de pala, l'aeronau de rotors basculants pot aconseguir velocitats més elevades que els helicòpters.
Una aeronau de rotors basculants difereix de l'aeronau d'ales basculants en què només gira el rotor en lloc de l'ala sencera. Aquest mètode canvia l'eficiència en vol vertical per obtenir eficiència en les operacions STOL/STOVL.

## Història

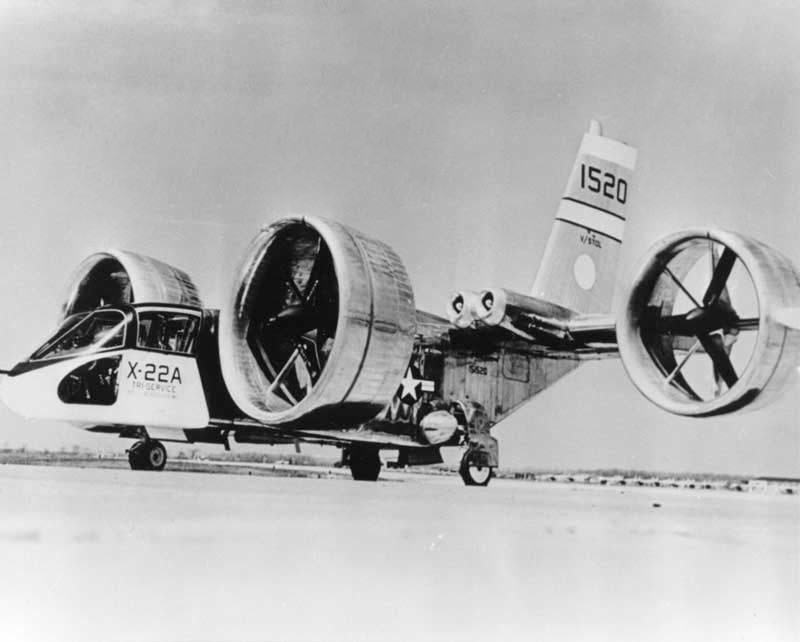
Bell X-22

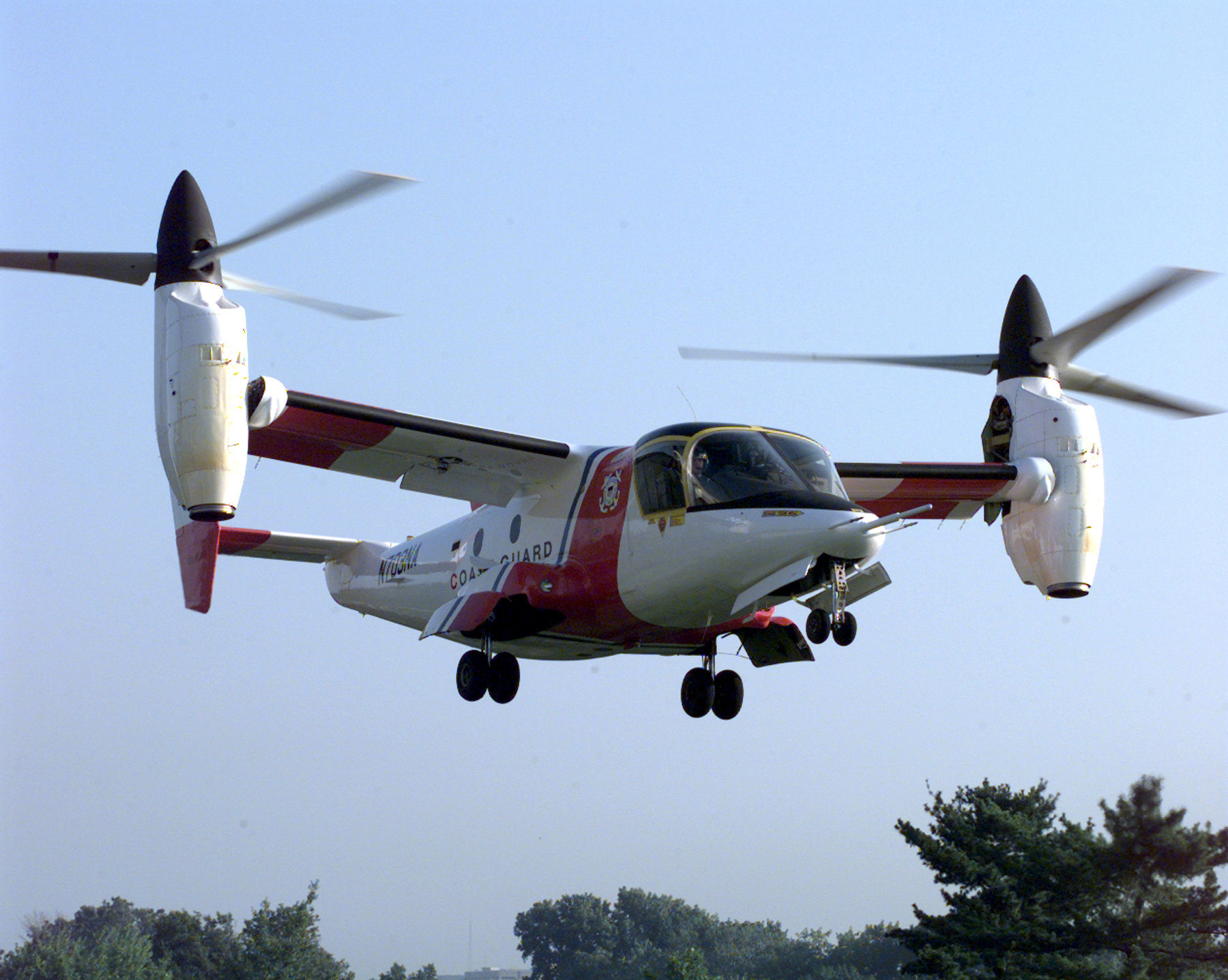
Un Bell XV-15 es prepara per aterrar

Els primers treballs cap a la direcció d'una aeronau de rotors basculants (francès "convertible") sembla haver originat cap al 1902 pels germans franco-suïssos Henri i Armand Dufaux, pels quals van obtenir una patent cap al 24 de febrer de 1904 i van fer públic el seu treball cap al 14 d'abril de 1905 [1](http://www.pionnair-ge.com/spip1/spip.php?article7). A la dècada de 1930 es van impulsar idees concretes de construir avions verticals d'enlairament i aterratge vertical (VTOL) amb rotors similars a l'helicòpter. El primer disseny que s'assemblava a les aeronaus de rotors basculants moderns va ser patentat per George Lehberger el maig de 1930, però no va desenvolupar més el concepte. A la Segona Guerra Mundial, Weserfulg a Alemanya es va produir cap al 1938 amb el concepte del seu P.1003/1, que s'inclinava cap a la part superior amb part de les ales però no les ales completes, de manera que pot estar entre l'aeronau de rotors basculants i aeronaus basculants. Poc després d'un prototip alemany, el Focke-Achgelis Fa 269, es va desenvolupar a partir de 1942, que s'inclinava cap al terra, però mai va volar. Platt i LePage van patentar el PL-16, el primer avió de rotors basculants estatunidenc. No obstant això, la companyia va tancar l'agost de 1946 per manca de capital.
Dos prototips que van aconseguir volar van ser el Transcendental Model 1-G d'un seient i el Transcendental Model 2 de dos seients, cadascun impulsat per un sol motor alternatiu. El desenvolupament va començar el Model 1-G el 1947, tot i que no va volar fins al 1954. El Model 1-G va volar durant aproximadament un any fins a un accident a la badia de Chesapeake el 20 de juliol de 1955, en la qual es va destruir l'avió prototip però sense ferir greument al pilot. El Model 2 es va desenvolupar i va volar poc després, però les Forces Aèries dels Estats Units va retirar el finançament a favor del Bell XV-3 i no va volar molt més enllà de les proves de vol estacionari. El Transcendental 1-G és el primer avió de rotors basculants que ha volat i aconseguit la major part d'una transició d'helicòpter a avió en vol (a menys de 10 graus del veritable vol horitzontal de l'avió).
Construït el 1953, el Bell XV-3 experimental va volar fins al 1966, demostrant la solidesa fonamental del concepte d'aeronau de rotors basculants i recopila dades sobre millores tècniques necessàries per a futurs dissenys.

Eficiència d'elevació de càrrega de disc VTOL

Un desenvolupament de tecnologia relacionat és l'aeronau d'ales basculants. Tot i que dos dissenys, el Canadair CL-84 Dynavert i el LTV XC-142, van ser èxits tècnics, cap va entrar en producció a causa d'altres problemes. Les aeronaus de rotors basculants tenen una millor eficàcia de vol estacionari que les aeronaus d'ales basculants, però menys que els helicòpters.
volants, però menys que els helicòpters.
El 1968, Westland Aircraft va exhibir els seus propis dissenys: una petita nau experimental (We 01C) i un transport e 68 places We 028 al SBAC Farnborough Airshow.
El 1972, amb el finançament de la NASA i l'exèrcit dels Estats Units, Bell Helicopter Textron va iniciar el desenvolupament del XV-15, un avió bimotor de recerca de motors de rotor basculant. Es van construir dues aeronaus per provar el disseny del rotor basculant i explorar operativitat del vol per a aplicacions militars i civils.
El 1981, amb l'experiència adquirida dels XV-3 i XV-15, els helicòpters Bell i Boeing van començar a desenvolupar el V-22 Osprey, un avió militar de rotors basculants de dos turboeixos per a les Forces Aèries dels Estats Units i el Cos de Marines dels Estats Units.
Bell es va associar amb Boeing per al desenvolupament d'una aeronau de rotors basculants comercial, però Boeing va sortir el 1998 i Agusta va presentar el Bell/Agusta BA609. Aquest avió va ser redissenyat com a AW609 després de la transferència de propietat total a AgustaWestland el 2011. Bell també ha desenvolupat un vehicle aeri no tripulat, l'aeronau de rotors basculants TR918 Eagle Eye.
Rússia ha tingut uns quants projectes d'aeronaus de rotors basculants, la majoria no tripulats com el Mil Mi-30, i n'ha començat un altre el 2015.
Al voltant del 2005–2010, Bell i Boeing es van unir de nou per dur a terme un estudi conceptual d'un Quad TiltRotor (QTR) més gran per al programa Joint Heavy Lift (JHL) de l'exèrcit dels Estats Units. El QTR és una versió més gran de quatre rotors del V-22 amb dos conjunts d'ales en tàndem d'ales fixes i quatre rotors basculants.
El gener de 2013, la FAA va definir les normes de soroll de les aeronaus de rotors basculants estatunidencs per complir les normes de l'OACI. Una certificació de soroll tindrà un cost de 588.000 dòlars, el mateix que per a un helicòpter de grans dimensions.
AgustaWestland diu que el 2013 va volar lliurement una aeronau de rotors basculants elèctric anomenat Project Zero, amb els seus rotors dins de l'envergadura.
El 2013, el director general de Bell Helicopter, John Garrison, va respondre a la presa de Boeing d'un soci de fuselatge diferent per als futurs requisits d'elevació de l'exèrcit dels Estats Units, indicant que Bell assumiria el lideratge en el desenvolupament del Bell V-280 Valor, amb Lockheed Martin.
El 2014, el programa Clean Sky 2 (per la Unió Europea i la indústria) va concedir a AgustaWestland i els seus socis 328 milions de dòlars per desenvolupar una "aeronau de rotors basculants civil de nova generació" disseny per al mercat offshore, amb Critical Design Review a finals de 2016. Els objectius són seccions d'ala basculants, d'11 tones de pes màxim a l'enlairament, seients per a 19 a 22 passatgers, el primer vol serà per al 2021 i amb una velocitat de creuer de 300 nusos, una velocitat màxima de 330 nusos, un sostre de 25.000 peus i una autonomia de 500 milles nàutiques.

## Consideracions tècniques

### Controls
En vol vertical, l'aeronau de rotors basculants utilitza controls molt similars als d'un helicòpter de rotor doble o rotors en tàndem. L'eix de l'avió es controla inclinant els rotors en direccions oposades. El balanceig es proporciona mitjançant potència diferencial o empenta. El capcineig es proporciona a través del rotor cíclic o inclinació de la naveta. El moviment vertical es controla amb el pas de les pales del rotor convencional i amb una palanca de control col·lectiu convencional per l'helicòpter (com en el Bell/Agusta BA609) o un control únic similar a un control de motor d'ala fixa anomenat palanca de control d'embranzida "thrust control lever (TCL)" (com el Bell-Boeing V-22 Osprey).

### Problemes de velocitat i càrrega útil
L'avantatge de l'aeronau de rotors basculants és la velocitat significativament més gran que un helicòpter. En un helicòpter la velocitat màxima d'avançament es defineix per la velocitat de gir del rotor; en algun moment l'helicòpter es mourà cap endavant a la mateixa velocitat que el gir de la banda del rotor que es mou cap enrere, de manera que el costat del rotor es veu la velocitat aèria zero o negativa i es una entrada en pèrdua. Això limita els helicòpters moderns a velocitats de creuer a uns 150 nusos / 277 km/h. Tanmateix, amb l'aeronau de rotors basculants s'evita aquest problema, ja que els propulsors són perpendiculars al moviment en les porcions d'alta velocitat del règim de vol (i per tant no estan sotmesos a aquesta condició de flux invers), de manera que l'aeronau de rotors basculants té una velocitat màxima relativament alta.
de manera que l'aeronau de rotors basculants té una velocitat màxima relativament elevada; s'ha demostrat més de 300 nusos / 560 km/h en els dos tipus de aeronau de rotors basculants que s'han volat fins ara, i s'aconsegueixen velocitats de creuer de 250 nusos / 460 km/h.
Aquesta velocitat s'aconsegueix una mica a costa de la càrrega útil. Com a resultat d'aquesta reducció de la càrrega útil, alguns estimen que una aeronau de rotors basculants no excedeix l'eficiència de transport (velocitat de càrrega útil) d'un helicòpter, mentre que d'altres conclouen el contrari. A més, el sistema de propulsió d'aeronau de rotors basculants és més complex que un helicòpter convencional a causa de les grans navetes articulades i l'ala addicional; tanmateix, la millora de l'eficiència i la velocitat de creuer dels helicòpters és important en determinats usos. La velocitat i, el que és més important, el benefici del temps de resposta general és la principal virtut que cerquen les forces militars que empren l'aeronau de rotors basculants. Les aeronaus de rotors basculants són inherentment menys sorollosos en vol endavant (mode avió) que els helicòpters. Això, combinat amb la seva més gran velocitat, s'espera millorar la seva utilitat en zones poblades per a usos comercials i reduir l'amenaça de detecció per a usos militars. Tanmateix, les aeronaus de rotors basculants solen ser tan sorollosos com els helicòpters de la mateixa mida en vol estacionari. Les simulacions de soroll per a una aeronau de rotors basculants de 90 passatgers indiquen un soroll de creuer més baix dins de la cabina que un avió Bombardier Dash 8, tot i que les vibracions de baixa freqüència poden ser més elevades.
Les aeronaus de rotors basculants també proporcionen una capacitat d'altitud de creuer sensiblement més gran que els helicòpters. Les aeronaus de rotors basculants poden arribar fàcilment a 6.000 m / 20.000 peus o més, mentre que els helicòpters normalment no superen els 3.000 m / 10.000 peus d'altitud. Aquesta característica voldrà dir que alguns usos que s'han considerat habitualment només per a aeronaus d'ala fixa ara poden ser compatibles amb aeronaus de rotors basculants sense necessitat d'una pista d'aterratge. Un inconvenient és, però, que una aeronau de rotors basculants pateix una càrrega útil considerablement reduïda quan enlaira des de gran altitud.

## Aeronau de rotors monobasculants
Un avió de rotors monobasculants utilitza una hèlix que gira basculantment, o propulsor coaxial, per a l'elevació i la propulsió. Per a vol vertical, el rotor està inclinat per dirigir la seva empenta cap a baix, proporcionant elevació. En aquest mode d'operació, la nau és essencialment idèntica a l'helicòpter. A mesura que la nau guanya velocitat, el rotor coaxial s'inclina lentament cap endavant, amb les fulles eventualment perpendiculars al terra. En aquest mode, l'ala proporciona l'elevació i la major eficiència de l'ala ajuda a l'aeronau de rotors basculants a assolir la seva gran velocitat. En aquesta modalitat, la nau és essencialment un avió turbopropulsat.
Una aeronau de rotors monobasculants és diferent d'una aeronau de rotors basculants convencional en el qual els rotors estan muntats a les puntes alars, ja que el rotor coaxial està muntat al fuselatge de l'aeronau. Com a resultat d'aquesta eficiència estructural, una aeronau de rotors monobasculants supera l'eficiència de transport (velocitat de càrrega útil) tant d'un helicòpter com d'una aeronau de rotors basculants convencional. Un estudi de disseny va concloure que si es podia realitzar tècnicament l'aeronau de rotors monobasculants, seria la meitat de la mida, un terç del pes i gairebé el doble de ràpid que un helicòpter.
En vol vertical, l'aeronau de rotors monobasculants utilitza controls molt similars a un helicòpter coaxial, com el Kamov Ka-50. L'eix vertical és controlat, per exemple, augmentant l'elevació del rotor superior mentre disminueix l'elevació del rotor inferior. L'eix longitudinal i els eixos de l'avió es proporcionen mitjançant rotor cíclic. El moviment vertical es controla amb el pas de la pala del rotor convencional.

## Llista d'avions de rotors basculants

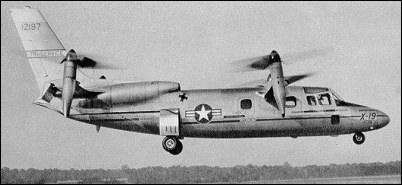
Avió VTOL experimental Curtiss-Wright X-19 en vol

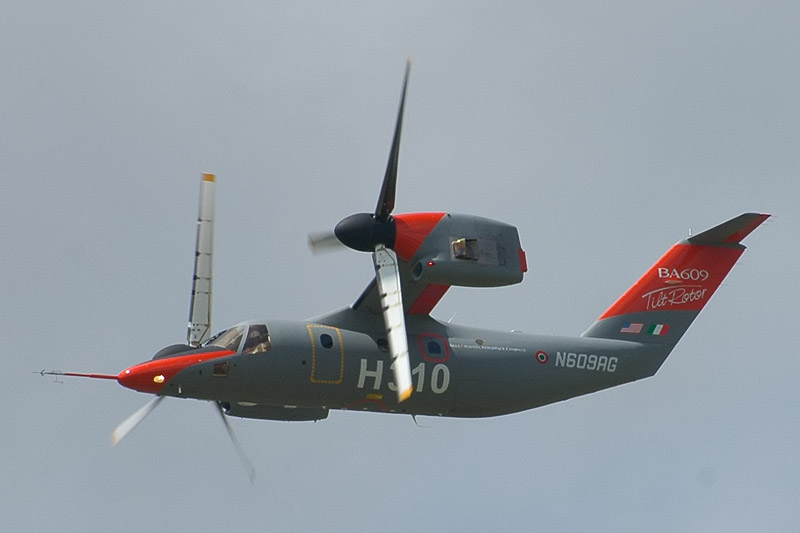
Un BA609 (ara AW609) en mode avió al Paris Air Show de 2007

- AgustaWestland AW609
- AgustaWestland Project Zero
- American Dynamics AD-150
- Bell XV-3
- Bell XV-15
- Bell Eagle Eye
- Bell V-280 Valor
- Bell-Boeing V-22 Osprey
- Curtiss-Wright X-19
- Focke-Achgelis Fa 269
- IAI Panther
- Transcendental Model 1-G